# Metal Health
| 전문가 평가  | 전문가 평가 |
| 평가 점수    | 평가 점수   |
| 출처         | 점수        |
| ------------ | ----------- |
| AllMusic     | [ 3 ]       |
| Sputnikmusic | 3.5/5       |

《Metal Health》는 미국의 헤비 메탈 밴드 콰이어트 라이엇의 세 번째 스튜디오 음반으로, 1983년 2월 28일에 발매되었다. 이 음반에서는 슬레이드의 곡을 커버한 〈Cum On Feel the Noize〉와 타이틀곡 〈Metal Health〉 두 곡이 히트 싱글로 나왔다. 이 음반은 밴드의 첫 전 세계 동시 발매 음반으로, 이전 두 장의 음반은 일본에서만 발매되었다.
《Metal Health》는 빌보드 200 차트에서 1983년 11월에 폴리스의 《Synchronicity》를 제치고 헤비 메탈 음반으로는 최초로 1위를 차지하였다. 상업적인 성공 덕분에 이 음반은 이후 몇 년간 글램 메탈 장르의 폭발적인 인기를 여는 촉매제 역할을 했다고 평가받는다. 전 세계적으로 1,000만 장 이상 판매되었으며, 미국 내에서는 600만 장 이상이 판매되어 미국 음반 산업 협회로부터 6회 플래티넘 인증을 받았다.

## 배경
밴드는 녹음 초기 단계에서 베이시스트 척 라이트와 결별했으며, 그의 대체자 게리 밴 다이크는 작업에 적합하지 않았다. 보컬리스트 케빈 듀브로우는 밴드의 전 베이시스트 루디 사르조에게 〈Thunderbird〉 녹음에 참여해줄 것을 요청했다. 이 곡은 1982년 비행기 사고로 사망한 밴드 창립자 랜디 로즈를 기리는 헌정곡이다. 듀브로우는 로즈가 살아 있을 때 이 곡을 쓰기 시작했지만, 기타리스트 사망 후에야 완성되었다. 이 협력은 매우 결실을 맺었고, 사르조는 여러 곡을 밴드와 함께 녹음했으며 결국 오지 오스본 자리를 떠나 콰이어트 라이엇에 정식 멤버로 복귀하게 되었다.
음반 홍보를 위해 콰이어트 라이엇은 미국에서 블랙 사바스의 Born Again Tour의 오프닝 무대를 맡았다. 또한 오지 오스본과 주다스 프리스트 같은 유명 아티스트들과 함께 1983년 US 페스티벌 출연도 성사시켰다. 콰이어트 라이엇의 US 페스티벌 공연 직전, 사르조는 몇 달 전에 자신을 떠나 콰이어트 라이엇으로 복귀한 베이시스트에 대한 앙금이 남아 있던 술에 취한 오스본에게 백스테이지에서 얼굴을 맞았다.
밴드가 이후에 《Metal Health》의 상업적 성공을 재현하지 못하면서, 콰이어트 라이엇은 때때로 "원 히트 원더"로 불리기도 한다. 그러나 이는 정확하지 않은 표현이다. 밴드는 빌보드 핫 100 차트에서 두 곡이 톱 40에 진입했으며, 이후 발매한 음반도 미국 음반 산업 협회로부터 100만 장 이상의 판매를 기록해 플래티넘 인증을 받았다. 타이틀곡은 VH1의 '역사상 가장 위대한 메탈 송 40선'에서 35위에 랭크되었다. 〈Slick Black Cadillac〉은 밴드가 1978년에 발표한 음반 《Quiet Riot II》에 수록된 곡을 재녹음한 것이다.

## 커버 아트
커버 아트는 스탠 와츠가 디자인했으며, 그는 이전에 두비 브라더스의 《Best of The Doobies Volume II》 (1981년), 블랙 사바스의 《Live Evil》 (1982년), 마틴 브릴리의 《One Night with a Stranger》 (1983년) 커버와 영화 《하울링》 (1981년) 포스터를 디자인한 바 있다. 프랭키 바날리는 콰이어트 라이엇이 밴드의 상징을 만들고자 했으며, 루디 사르조가 알렉상드르 뒤마의 소설 《철가면 남자》 (1847년)와 유사한 콘셉트를 제안했다고 밝혔다. 많은 이들이 가면을 쓴 커버 모델이 케빈 듀브로우라고 생각했으나, 실제로는 와츠 자신이었고, 그의 아내가 찍은 사진을 와츠가 에어브러시로 처리해 "극적이고 강한 대비 효과"를 냈다. 이 가면은 매우 인기를 끌어 듀브로우가 밴드의 다음 음반인 1984년작 《Condition Critical》 커버에서 비슷한 가면을 착용했다.

## 곡 목록
| #   | 제목                                      | 작사·작곡                                                  | 재생 시간 |
| --- | ----------------------------------------- | ---------------------------------------------------------- | --------- |
| 1.  | 〈Metal Health〉                          | 케빈 듀브로우, 카를로스 카바조, 프랭키 바날리, 토니 카바조 | 5:17      |
| 2.  | 〈Cum On Feel the Noize〉 (슬레이드 커버) | 노디 홀더, 짐 리                                           | 4:51      |
| 3.  | 〈Don't Wanna Let You Go〉                | 듀브로우, 카바조                                           | 4:43      |
| 4.  | 〈Slick Black Cadillac〉                  | 듀브로우                                                   | 4:13      |
| 5.  | 〈Love's a Bitch〉                        | 듀브로우                                                   | 4:11      |
| 6.  | 〈Breathless〉                            | 듀브로우, 카바조                                           | 3:51      |
| 7.  | 〈Run for Cover〉                         | 듀브로우, 카바조                                           | 3:38      |
| 8.  | 〈Battle Axe〉 (기악)                     | 카바조                                                     | 1:39      |
| 9.  | 〈Let's Get Crazy〉                       | 듀브로우                                                   | 4:08      |
| 10. | 〈Thunderbird〉                           | 듀브로우                                                   | 4:43      |

## 인증
| 국가                       | 인증        | 판매량/출하량 |
| -------------------------- | ----------- | ------------- |
| 캐나다 (뮤직 캐나다)       | 3× 플래티넘 | 300,000^      |
| 미국 (RIAA)                | 6× 플래티넘 | 6,000,000^    |
| ^출하량을 기반으로 한 인증 |             |               |